# Thomas Thould
Thomas Henry Thould (* 11. Januar 1886 in Weston-super-Mare, North Somerset; † 15. Juni 1971 ebenda) war ein britischer Wasserballspieler.
Abgesehen von Kriegseinsätzen mit den Royal Engineers, der Pioniertruppe der britischen Armee, verbrachte Thould sein Leben als Angestellter eines Gaswerkes in Weston-super-Mare, wo er für 35 Jahre arbeitete.
Thould bildete zusammen mit Paul Radmilovic das Rückgrat des hiesigen Wasserballvereins und gewann die nationalen Meisterschaften in den Jahren 1906 und 1907. Außerdem gewann er zahlreiche Schwimmtitel. Bei den Olympischen Spielen 1908 in London nahm er ebenfalls als Teil der britischen Nationalmannschaft teil und konnte nach dem Rückzug Österreichs vor der Vorrunde kampflos das Finale erreichen, das gegen Belgien mit 9:2 gewonnen wurde.

## Weblink
- Thomas Thould in der Datenbank von Olympedia.org (englisch)

| Personendaten    | Personendaten                |
| ---------------- | ---------------------------- |
| NAME             | Thould, Thomas               |
| ALTERNATIVNAMEN  | Thould, Thomas Henry         |
| KURZBESCHREIBUNG | britischer Wasserballspieler |
| GEBURTSDATUM     | 11. Januar 1886              |
| GEBURTSORT       | Weston-super-Mare            |
| STERBEDATUM      | 15. Juni 1971                |
| STERBEORT        | Weston-super-Mare            |